# 2002年情報與安全法
《2002年情報與安全法》（荷蘭語：Wet op de inlichtingen- en veiligheidsdiensten 2002，簡稱為 Wiv 2002）是荷蘭國安情報部門的舊有法律框架，自2002年5月29日起實施，直到2018年5月1日正式被新法《2017年情報與安全法》（Wiv 2017）取代。《2002年情報與安全法》授予荷蘭情報與安全總局（AIVD）和軍情局（MIVD）監控權，並設立監管機構荷蘭情報和安全事務監督委員會（CTIVD）負責監督國安情報部門。

## 沿革
《2002年情報與安全法》的前身是1987年以來的情報與安全舊法。在過去，荷蘭的情報單位由國內安全局（BVD）、外國情報局（BID）與軍方共同完成，1949年起依一紙「機密級」的皇家法令成立，後來僅在1972年頒布了一次。當時，國內安全局只負責國內安全相關事務，國外情報蒐集工作則由外國情報局完成。1994年因為組織內部分歧，取消了外國情報局，其業務併入國內安全局。2002年《情報與安全法》實施後，國內安全局更名為情報與安全總局（AIVD），軍事情報局（MID）也改名為軍情局（MIVD），並由後者承攬了國外情報蒐集的任務。《情報與安全法》授權情報與安全總局和軍情局進行研究與情蒐，同時規範了組織架構、年度報告義務、保密協議、內部資訊保存及外部資訊交換等事宜。

## 外部連結
- 2002年情報與安全法（页面存档备份，存于）（荷兰文）